# Kastenfalle

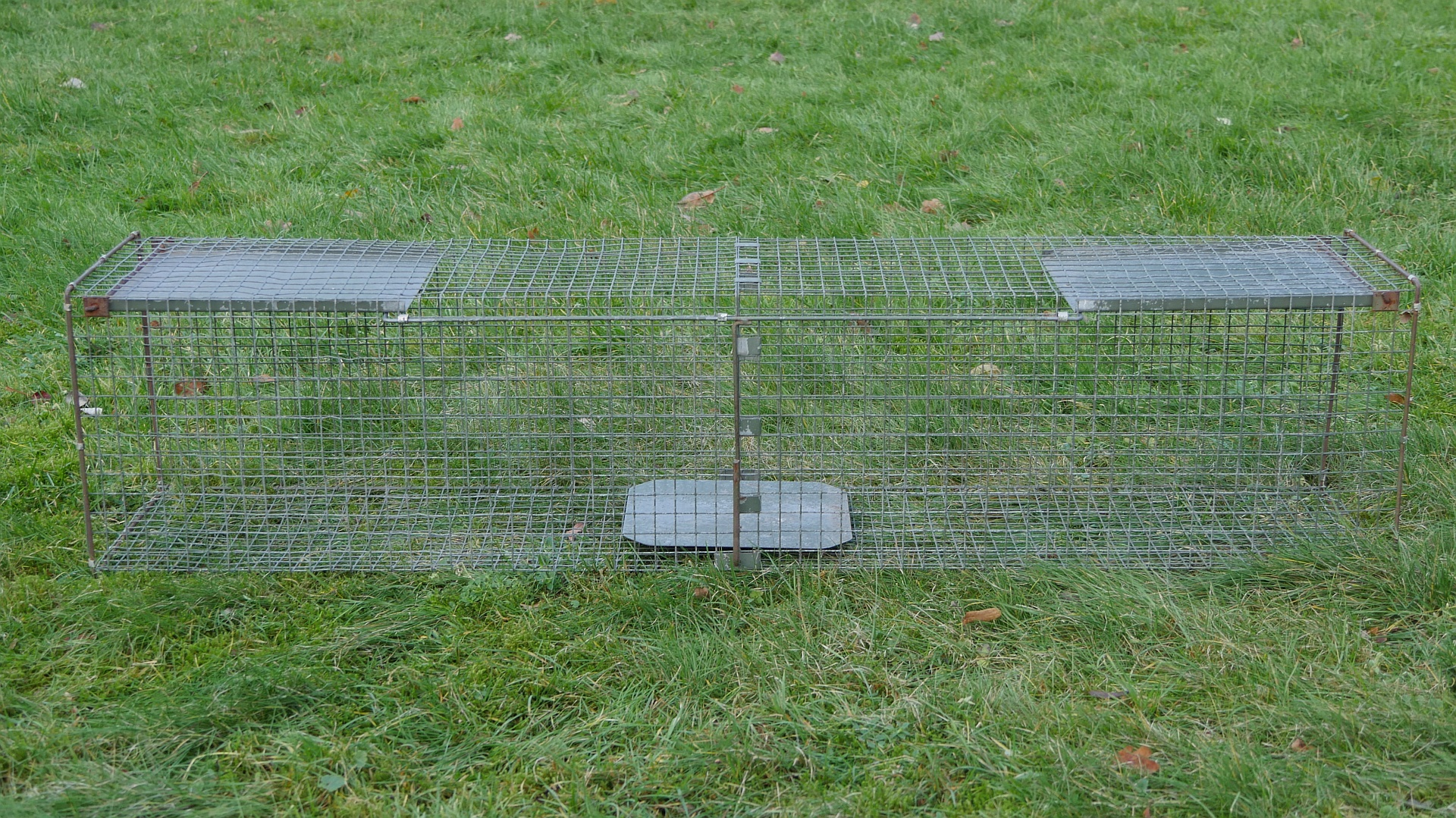
Kastenfalle (Wippbrettfalle) aus Draht

Eine Kastenfalle ist ein aus Holz oder Draht gefertigter, länglicher Kasten für den Lebendfang kleinerer Tiere bis etwa Katzengröße, z. B. für Raubwild, wie Marder, Iltis, Wiesel und Fuchs. Die Falle fängt das Wild lebend und unverletzt.

## Funktionsweise
Üblich sind Fallen mit einem oder zwei Eingängen (Durchlauffalle) an den Schmalseiten. Die Eingänge werden beim Fang durch Türen verschlossen. Dafür sind unterschiedliche Konstruktionen vorhanden, z. B. aus einem am Boden befindlichen Stellbrett, das bei Bewegung eine Stellzunge freigibt, wodurch Haltestifte die Falltüren freigeben, welche die Öffnungen der Falle verschließen und von Bolzen in dieser Lage gehalten werden (Wippbrettfalle). Eine Kastenfalle hat eine Höhe und Breite von rund 30 cm und eine Länge von rund 100 cm. Die Falle wird getarnt (in der Jägersprache „verblendet“). Sie wird mit oder ohne Köder eingesetzt.
Kastenfallen werden oft an Zwangspässen aufgestellt. Als Fangplatz eignen sich trockene Gräben, Wasserlaufübergänge, Hecken und Waldränder oder Wegdurchlässe.
Kastenfallen für Fuchs, Dachs, Marderhund und Waschbär sind größer als solche für Iltis, Marder und Hermelin. Es gibt sie in verschiedenen Materialien wie z. B. Holz, Metall oder Kunststoff.

## Rechtliche Aspekte
Obwohl der Erwerb einer Kastenfalle ohne Einschränkung jedermann gestattet ist, ist der Einsatz teilweise durch Gesetze und Verordnungen geregelt (Jagdgesetze, Tierschutzgesetze, Fangverordnungen etc.). So wird in einigen Bundesländern, z. B. Hessen, zum Jagdschein eine zusätzliche Befähigung verlangt.

## Tierschutzaspekte
Kastenfallen sollen aus undurchsichtigem Material bestehen, um dem gefangenen Tier Stress (bis hin zum Tode) wegen fehlender Deckung zu ersparen. Die Falle muss ausreichend groß sein, um dem Tier genügend Raum zur Ruhelage zu bieten. Die Falle muss so gebaut sein, dass keine Verletzungsgefahr besteht. Lebend fangende Fallen sind regelmäßig zu kontrollieren. Darunter wird verstanden, dass täglich zweimal überprüft werden muss.

## Trivia
Zur Fangkontrolle können Kastenfallen (wie andere Fallen auch) mit Meldeeinrichtungen, z. B. über das GSM-Netz ausgerüstet werden.